# 紅杉 (柏科)

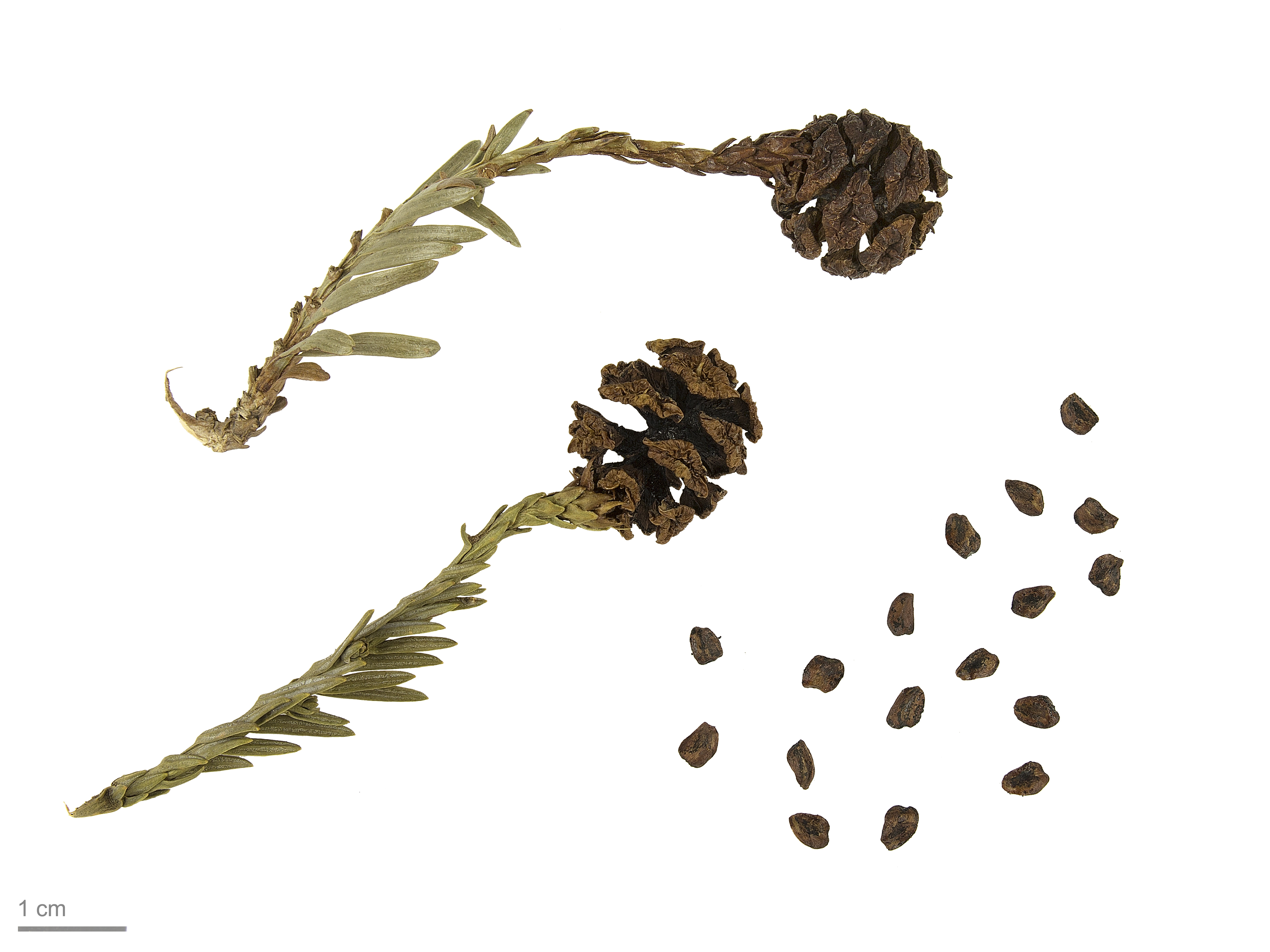
紅杉的毬果和種子

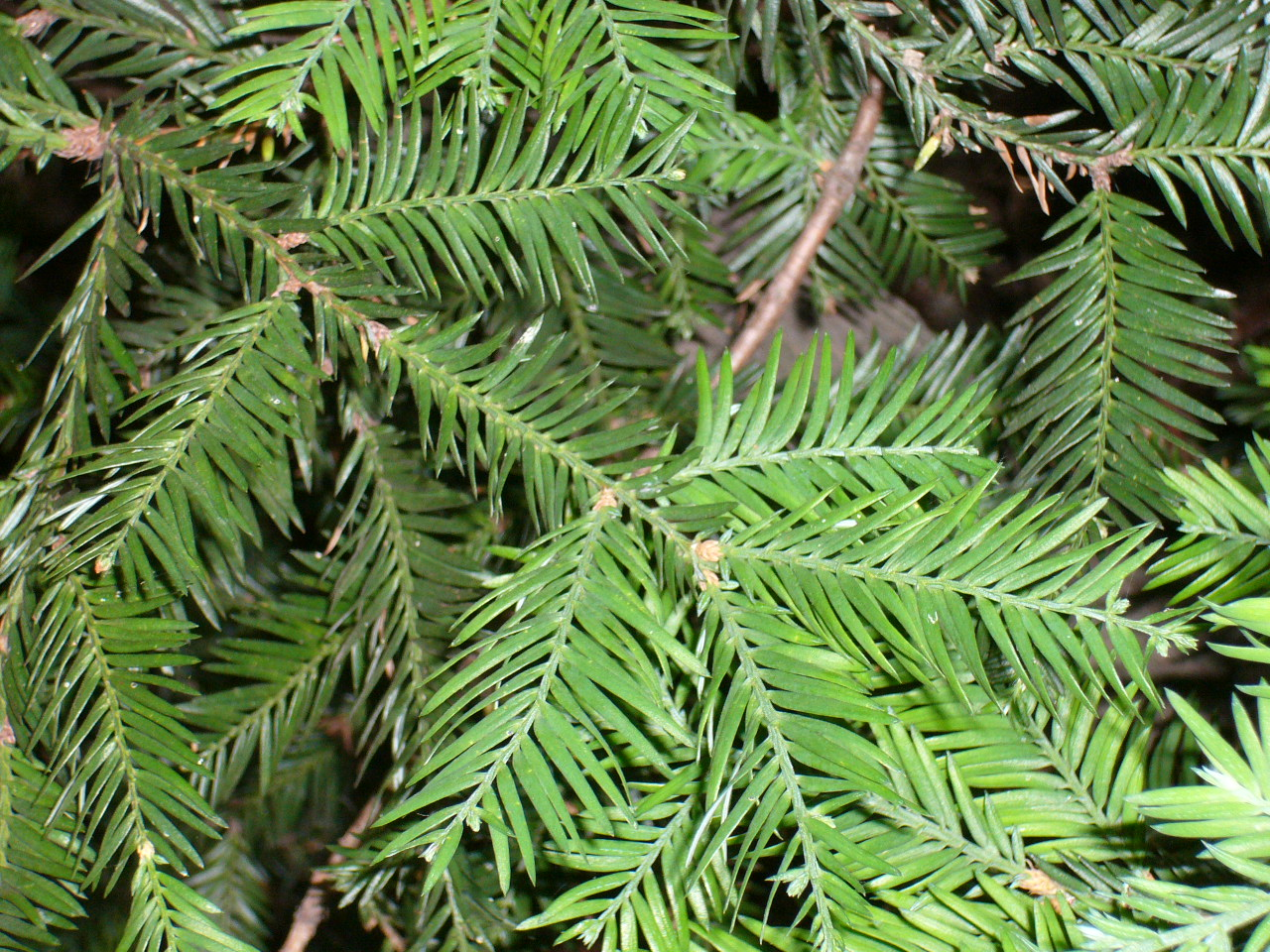
紅杉的葉子

紅杉，又稱海岸紅杉、北美紅杉、美國紅杉、長葉世界爺、加州紅木、咖斗，是世界上最高的針葉樹（位於第二高花旗松的變種海濱黃杉以及第三高的北美雲杉之上）以及是世界上長的最高的植物之一，能長到115公尺高，主要分佈於美國加利福尼亞州。目前已知最老的紅杉約有2200歲。
紅杉（Sequoia）據信為紀念切羅基文字發明者塞闊雅（Seguoyah）而命名。
紅杉這個名詞廣義上也被用作為紅杉亞科（Sequoioideae）的通稱。該亞科包括了生長在加州海岸山脈地區的紅杉屬（Sequoia）、加州內華達山脈西側的巨杉屬與中國地區的水杉屬三種近親物種。

## 數據
- 亥伯龙树（Hyperion）- 2006年被研究者發現。目前已知最高仍然活著的樹 - 115.85公尺。
- 同溫層巨人（Stratosphere Giant） - 2000-2006年間最高的樹。目前已知第三高仍然活著的樹 - 112.83公尺，2004年測量。
- 戴惠巨人（Dyerville Giant）曾經被認為是有記錄以來長得最高的樹，高113.4公尺。
- 一棵宣稱有115.8公尺的樹在1912年被砍伐。
- 除了紅杉以外最高的樹 - 花旗松（道格拉斯松），100.3公尺。

根據2004年發表在《自然》雜誌上的文章推算，任何樹木的理論高度極限為122至130米。在這高度以上的樹木便會因為重力及摩擦問題影響水分流到樹頂。

## 分佈範圍

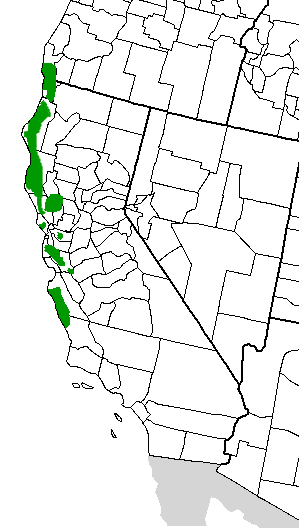
紅杉的分佈範圍

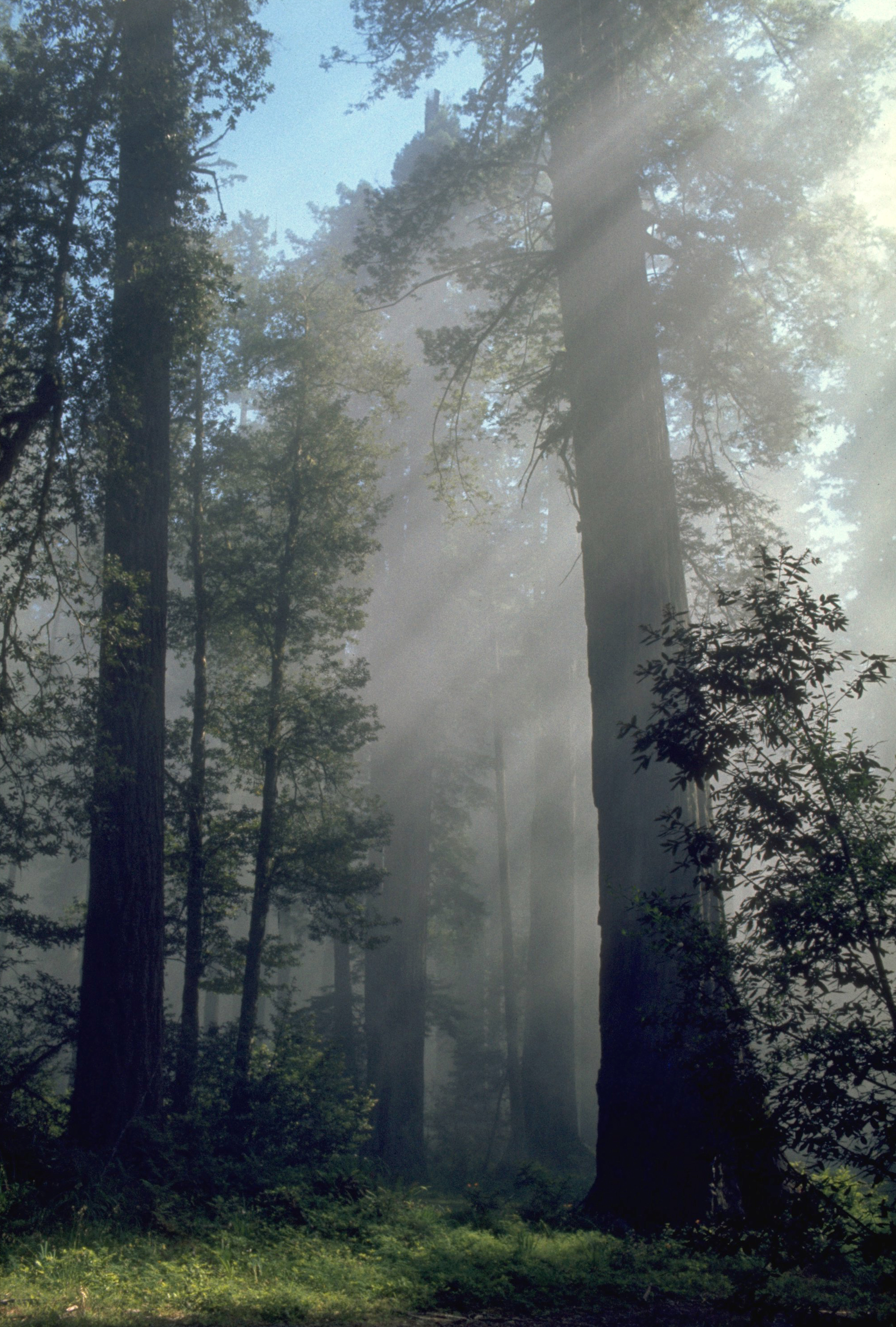
紅杉國家公園的霧氣

主要分佈於北加州的太平洋海岸。北界至切托克河，最北的紅杉林位於錫斯基尤國家森林中，在加州和俄勒岡州交界；最南的紅杉林位於洛斯帕德里斯國家森林的鮭溪小徑（Salmon Creek Trail，加州蒙特瑞縣南部），最內陸離海不到75公里。
這個區域的年雨量達到2,500公厘，寒冷的海風和霧氣使得這個區域保持終年潮濕。